# BBC Wales HQ
BBC Wales HQ (ou BBC Wales Headquarters Building) é um estúdio e escritório de televisão localizado na Central Square, Cardiff.  É operado pela BBC Cymru Wales, e também serve como base para o S4C.
O edifício de £120 milhões substituiu a BBC Cymru Wales de Broadcasting House, Llandaff ,  quando 1.000 funcionários de produção e suporte começaram a se mudar para as novas instalações em outubro de 2019. O edifício está oficialmente localizado na Central Square, mas também possui foi referido como BBC New Broadcasting House.

## Projeto
O edifício foi projetado por Foster + Partners, com o design de interiores de Overbury e Sheppard Robson. Haverá quatro andares com espaço para escritório, estúdio e produção. Haverá espaço na mesa para 750 funcionários, com base em que nem todos os 1.200 funcionários estarão no local ao mesmo tempo.
A BBC concordou em conceder um contrato de arrendamento de 20 anos ao prédio, com um aluguel anual de cerca de 25 libras por pé quadrado por ano com a Rightacres Property Company, a incorporadora da Central Square.

## Construção
A construção começou em dezembro de 2015 no local da antiga estação de ônibus de Cardiff Central. O edifício terá metade do tamanho da atual Broadcasting House em Llandaff. A BBC recebeu as chaves do edifício em abril de 2018, após as quais a sede foi equipada com novas tecnologias antes da mudança dos funcionários, por volta de outubro de 2019.
O tamanho interno da Central Square em vários andares é de 155.582 pés quadrados (14.454,0 m²), tornando-a quase 1,5 vezes a área do campo do Estádio do Milênio.
Prevê-se que cerca de 50.000 pessoas visitem o novo prédio todos os anos.

## Imagens durante a Construção
|  |  |  |